# Régions tribales administrées provincialement
Les régions tribales administrées provincialement (de leur nom officiel Provincially Administered Tribal Areas, abrégé en PATA) sont un type particulier de subdivisions du Pakistan.

## Définition
Les régions tribales administrées provincialement sont définies par l'article 246(b) de la Constitution du Pakistan. Bien que subdivisions de provinces, aucun acte des assemblées provinciales ne peut s'y appliquer sans l'accord des gouverneurs des provinces respectives ; ceux-ci y ont un mandat similaire à l'autorité que le président du Pakistan exerce sur les régions tribales.
Le terme fait référence aux Federally Administered Tribal Areas (FATA), les régions tribales.

## Liste
Les régions tribales administrées provincialement, comme définies dans la Constitution du Pakistan, comprennent quatre anciens États princiers ainsi que des zones et territoires tribaux dans des districts :
- Khyber Pakhtunkhwa
  - District de Chitral (ancien État princier de Chitral)
  - Districts du Haut-Dir et Bas-Dir, ancien État princier de Dir)
  - District de Swat (ancien État princier de Swat)
  - Zone tribale du District de Kohistan
  - District de Malakand
  - Zone tribale incluant le district de Mansehra et l'ancien État princier d'Amb.

- Baloutchistan :
  - District de Zhob
  - District de Loralai (excepté le tehsil de Duki)
  - Tehsil de Dalbandin, dans le district de Chagai
  - District de Kohlu
  - District de Dera Bugti